# Коррейя, Карлуш
Карлуш Коррейя (порт. Carlos Correia; 6 ноября 1933, Бисау, Португальская Гвинея — 14 августа 2021, Гвинея-Бисау) — политический и государственный деятель Гвинеи-Бисау, который трижды занимал пост премьер-министра страны (27 декабря 1991 — 29 октября 1994; 6 июня 1997 — 3 декабря 1998; 6 августа 2008 — 2 января 2009), министр финансов Гвинеи-Бисау (1973—1978).

## Биография
Получил профессию инженера сельского хозяйства в ГДР.
Член Африканской партии независимости Гвинеи и Кабо-Верде. Участник войны за независимость португальской Гвинеи и островов Кабо-Верде от португальских колонизаторов.
Коррейя был одним из первых лидеров ПАИГК, получивших высшее образование во время борьбы за независимость.
В правительстве Франсишку Мендеша в 1973—1978 годы работал министром финансов. В 1980-х годах был членом Политбюро ПАИГК и государственным советником по вопросам сельского и рыбного хозяйства.
В 1991—1994 годах занимал пост премьер-министра Гвинеи-Бисау при президенте Жуане Бернарду Виейра. После первых многопартийных президентских и парламентских выборов в июле 1994 года, на которых победила ПАИГК, 27 октября Мануэл Сатурнино да Кошта сменил его на посту главы правительства.
Позже в 1997—1998 и 2008—2009 годах работал премьер-министром Гвинеи-Бисау.
Умер 14 августа 2021 года после болезни в возрасте 87 лет.